# Tuvalu
Tuvalu (tuvaluanska Tuvalu) är en stat i Polynesien i sydvästra Stilla havet.

## Historia
Tuvaluöarna beboddes av polynesier sedan 1000-talet f.Kr. Ordet Tuvalu betyder grupp om åtta och syftar på att ursprungligen var åtta av de nio atollerna bebodda. Den spanske upptäcktsresanden Álvaro de Mendaña de Neira blev den 16 januari 1568 den förste europé att besöka Nui och Niulakita den 29 augusti 1595. Även brittiske John Byron upptäckte några öar 1764 och namngav öarna Lagoon Islands. Den 5 maj 1781 upptäckte spanske Francisco Antonio Maurelle även Nanumanga.
I maj 1819 upptäckte amerikanske Arent de Peyster (på ett brittiskt fartyg) Nukefetau som då fick namnet Peysteröarna och Funafuti som då fick namnet Elliceöarna. Den 6 november 1821 upptäckte amerikanske George Barrett även Nukulaelae. 1841 besöktes några öar av den amerikanska United States Exploring Expedition. Kring 1860 anlände de första missionärerna från den brittiska London Missionary Society till området. Elliceöarna hamnade 1877 under brittisk överhöghet där de i oktober 1892 deklarerades som ett brittiskt protektorat och införlivades i Gilbert och Elliceöarna och från 1916 blev området en egen koloni.
Under andra världskriget användes öarna av USA som plats för flygfält. 1949 bosatte sig emigranter från den då överbefolkade Niutaoön på den då obebodda Niulakitaön. I oktober 1975 erhöll öarna viss autonomi och införlivades en kort period i det Brittiska Västra Stillahavsterritoriet fram till 1976. Namnet ändrades då åter till Tuvalu. Den 1 oktober 1978 återfick nationen Tuvalu sitt oberoende och blev medlem i Samväldet. Den 7 februari 1979 slöts ett vänskapsfördrag med USA som då gav upp sina, och erkände Tuvalus, anspråk på öarna Funafuti, Nukefetau, Nukulaelae och Nurakita (Niulakita) som del av Tuvalu. Fördraget trädde i kraft den 23 september 1983.

## Geografi

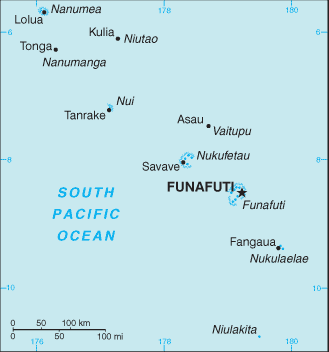
Tuvalu

### Topografi och hydrografi
Tuvalu ligger söder om ekvatorn cirka 750 kilometer söder om Gilbertöarna i Kiribati och cirka 1.000 km norr om Fiji. Tuvalu består av nio öområden. Öarna har en sammanlagd areal om ca 25,63 km² och består av 6 korallatoller och 3 korallöar 
- Funafuti, huvudatoll, cirka 2,8 km²
- Nanumanga, ö, cirka 2,8 km²
- Nanumea, atoll, cirka 3,8 km²
- Niulakita, ö, cirka 0,5 km²
- Niutao, ö, cirka 2,5 km²
- Nui, atoll, cirka 2,8 km²
- Nukufetau,atoll, cirka 3,0 km²
- Nukulaelae, atoll, cirka 1,8 km²
- Vaitupu, atoll, cirka 5,6 km²

Den högsta höjden är på endast ca 5 m ö.h. Befolkningen uppgår till ca 12.000 invånare  där ca 4.500 bor på huvudön Fongafale i Funafutiatollen. Landets huvudflygplats Funafuti (Funafuti International Airport, flygplatskod "FUN") ligger på Fongafales mellersta del och har kapacitet för lokalt flyg.

### Klimat
Tuvalu har ett tropiskt klimat, det vill säga varmt och fuktigt. Regnperioden varar från november till mars, men tyfoner är ovanliga. 

### Miljöproblem
Öarnas ringa höjd utgör en stor risk för översvämning om havsnivån höjs, eller att öarna sjunker p.g.a att de består av döda koraller, i likhet med andra önationer som Maldiverna och öområden som till exempel Tokelau och Carteretöarna.

## Styre och politik

### Författning och styre
Tuvalu tillhör Samväldet, där landets statschef är den brittiska monarken, representerad lokalt av en generalguvernör från Tuvalu. Enligt landets konstitution från 1978 ligger den lagstiftande makten hos ett parlament med 16 ledamöter, som utses genom allmänna och direkta val vart fjärde år.
Regeringen består av en premiärminister och upp till åtta ministrar, vilka har ett direkt ansvar inför parlamentet.

### Administrativ indelning
Tuvalu är uppdelad i 8 distrikt med 1 "Town council" (Funafuti) och 7 "Island councils" (övriga atoller där Niulakitaön ingår i Niutao council).
Parlamentet Fale I Fono har sitt säte i Vaiaku på Fongafaleön i Funafutiatollen.

### Politik
I Tuvalu finns inga politiska partier, och parlamentets ledamöter representerar främst sina hemöar. Efter landets självständighet 1978 dominerade två framträdande politiker: Tomasi Puapua (född 1938), som tjänstgjorde som premiärminister mellan 1981 och 1989 samt som generalguvernör 1998–2003, och Bikenibeu Paeniu (född 1956), som var premiärminister 1989–1993 och 1996–1999.
Under början av 2000-talet präglades den politiska scenen av täta regeringsskiften, där konflikter mellan enskilda politiker ofta låg bakom oroligheterna. Flera premiärministrar avsattes genom misstroendeomröstningar i parlamentet. Bland dessa var Willy Telavi (född 1958), som förlorade sin post 2013 och ersattes av Enele Sopoaga (född 1956). Sopoaga behöll sin position efter valet 2015 men förlorade mot Kausea Natano (född 1957) i en parlamentarisk omröstning efter valet 2019. Efter detta val var 15 av de 16 parlamentsledamöterna män.

#### Generalguvernörer
- Fiatau Penitala Teo, 1978-86
- Tupua Leupena, 1986-90
- Toaripi Lauti, 1990-93
- Tomu Sione, 1993-94
- Tulaga Manuella, 1994-98
- Tomasi Puapua, 1998-2003
- Faimalaga Luka, 2003-05
- Filoimea Telito, 2005-10
- Kamuta Latasi, 2010

#### Regeringschefer
- Toaripi Lauti, 1975-81
- Tomasi Puapua, 1981-89
- Bikenibeu Paeniu, 1989-93, 1996-99
- Kamuta Latasi, 1993-96
- Ionatana Ionatana, 1999-2000
- Lagitupu Tuilimu, 2000-01
- Faimalaga Luka, 2001
- Koloa Talake, 2001-02
- Saufatu Sopoanga, 2002-04
- Maatia Toafa, 2004-06
- Apisai Ielemia, 2006

## Ekonomi och infrastruktur
Tuvalus främsta industrier är fiske, kopra och kokos. De viktigaste exportvarorna var år 2002 fisk och kopra som exporterades till främst Storbritannien, Italien, Danmark och Fiji. De viktigaste importvarorna år 2002 var mat, bränsle, maskiner och andra förnödenheter. Varorna kom främst från Ungern, Japan och Fiji. I genomsnitt besöker färre än 1 000 turister Tuvalu varje år.
Statens inkomster kommer mest från försäljning av frimärken och mynt samt skatter från tuvaluaner som arbetar utomlands. Ungefär 1 000 tuvaluaner arbetar i fosfatgruvor i grannlandet Nauru, men fosfat-tillgångarna håller på att minska, och Nauru försöker få tuvaluanerna att flytta hem igen.
År 2000 förhandlade Tuvalu fram ett kontrakt där man under 12 år hyr ut sin toppdomän .tv för 50 miljoner amerikanska dollar.
Tuvalu mottar en del ekonomisk hjälp och de största bidragsgivarna var 1999 Australien, Japan och USA. USA betalar också för ett fiskeavtal med Tuvalu. Dessutom finns en internationell fond för ekonomisk hjälp till Tuvalu.
Staten har försökt minska sina utgifter genom att dra ner på statligt anställd personal och har försök att privatisera viss offentlig verksamhet.

### Infrastruktur

#### Transporter
Vägnätet på Tuvalu är begränsat till cirka åtta kilometer väg. Gatorna i Funafuti är asfalterade och har gatubelysning men andra vägar är oasfalterade. Tuvalu saknar helt järnvägar.
Den enda flygplatsen är Funafuti International Airport med en asfalterad landningsbana. Air Pacific från Fiji trafikerar Funafuti med reguljärflyg tre gånger i veckan (tisdag, torsdag och lördag) med avgång från Suva.

## Befolkning

### Demografi

#### Minoriteter
Befolkningen i Tuvalu består till 91 procent av polynesier och till 7 procent av personer med blandad bakgrund, där polynesiskt och mikronesiskt ursprung dominerar. Endast 46 procent av invånarna är män, vilket beror på att många arbetar utomlands som gästarbetare. Mer än en tredjedel av landets invånare bor på den tättbefolkade atollen Funafuti.

### Språk
Majoriteten av invånarna i Tuvalu talar tuvaluanska, ett polynesiskt språk som är nära besläktat med samoanska. Engelska är också ett vanligt förekommande språk. Båda språken har officiell status i landet.

### Religion
Kyrkan har en central roll i hela det tuvaluanska samhället och har tidigt utvecklat en unik form av ledarskap, disciplin och kulturellt uttryckt gemenskap. På 1860-talet anlände missionärer med kongregationalistisk bakgrund från Samoa, vilket ledde till uppbyggnaden av både kyrkor och skolor. Tack vare de språkliga och kulturella likheterna mellan folken blev denna överföring smidigare. Många tuvaluer valde senare att bli missionärer och verkade på andra öar i Polynesien och Melanesien efter sin utbildning. I mitten på 2020-talet tillhörde 86 procent av befolkningen den autonoma kyrkan Ekalesia Kelisiano Tuvalu. Utöver detta finns mindre religiösa grupper, inklusive sjundedagsadventister och romerska katoliker.